# Lina Liman
Lina Liman, född 6 juli 1980, är en svensk journalist och författare. Hon har arbetat på Dagens Nyheter och Östgöta Correspondenten, numera är hon frilansande journalist.
Liman har skrivit en självbiografisk bok om sin uppväxt, sina erfarenheter inom den psykiatriska vården, och att få diagnosen autism i vuxen ålder i boken Konsten att fejka Arabiska som utkom 2017.